# Revolution OS
Revolution OS ist ein Kino-Dokumentarfilm aus dem Jahr 2001, der die Geschichte von GNU/Linux, freier Software und der Open-Source-Bewegung erzählt. Der Film wurde vor Ort im Silicon Valley auf 35-mm-Film in Cinemascope gedreht und enthält zur Evolution von GNU/Linux geschnittene und um veranschaulichende Clips ergänzte Interviews – unter anderem mit Richard Stallman, Michael Tiemann, Linus Torvalds, Eric S. Raymond, Larry Augustin, Frank Hecker, Brian Behlendorf und Bruce Perens. Regie führte J.T.S. Moore.

## Handlung
Der Film führt einen nahtlosen geschichtlichen Bogen über die Evolution von GNU/Linux, von den Anfängen – als Software auf Papierbändern zum Preis eines Biers kopiert wurde und Bill Gates in den 70ern anfing, proprietäre Programme in BASIC für von Computerhobbyisten verwendete Kleinstcomputer zu schreiben und diese in einem bitterlichen Brief aufforderte, Software zu kaufen statt zu tauschen – bis zu Richard Stallman und einer Beschreibung dessen, was ihn motivierte, seine Stelle am MIT aufzugeben und sein Leben fortan der Entwicklung freier Software zu widmen.
Michael Tiemann erklärt in der Wüste, wie er von Stallman eine sehr frühe Version von dessen GNU C-Compiler bekam, und ihn weiterentwickelte.
Larry Augustin beschreibt am Originalschauplatz, einem amerikanischen Universitätscampus, wie er sich mit dem von Stallman gegründeten GNU-Projekt und einem normalen Personal Computer eine leistungsfähige Unix-Workstation bauen konnte, die ihn ein Drittel des Preises einer Workstation von Sun Microsystems kostete, aber das Doppelte leistete, und wie daraus die Firma VA Linux wurde, deren Börsengang im Film ebenfalls lebhaft mitverfolgt wird.
Brian Behlendorf, einer der ursprünglichen Entwickler des Apache Webservers – des am häufigsten im Internet eingesetzten Webservers – erzählt durch Clips sehr anschaulich unterstützt, wie er mit anderen Web-Entwicklern, die den damals meistverwendeten Web-Server NCSA httpd verwendeten, Patches (deutsch: Flicken) austauschte und es schließlich zu Apache, dem a-„patchy“ Webserver (auf Deutsch: „Ein geflickter Webserver“) kam.
Da die Filmaufnahmen und Interviews ausschließlich im Silicon Valley gemacht wurden, könnte bei Zuschauern das falsche Bild entstehen, dass Linux praktisch dort entwickelt wurde. Interviews mit Entwicklern in Europa fehlen, dennoch dokumentiert das Werk die wichtigsten Ereignisse in der Evolution von GNU/Linux.

## Auszeichnungen
Revolution OS wurde auf verschiedenen Filmfestivals gezeigt und gewann zwei Mal den Preis als beste Dokumentation auf dem Savannah Film Festival (30. Oktober bis 3. November 2001) und dem Kudzu Film Festival (11. Oktober 2001).

## Film auf DVD
Der Film ist auf zwei DVDs erhältlich, wobei die zweite DVD ungeschnittene Versionen der Interviews enthält.
Daten der DVD:
- Region free (Region 0), d. h., sie kann auf allen DVD-Spielern abgespielt werden,
- nicht CSS-verschlüsselt,
- Laufzeit von DVD 1 (der geschnittene Film): 85 Minuten,
- digitaler Stereo Surround Sound,
- enthält eine Audiospur mit Kommentaren des Filmemachers.